# Bezons
Bezons är en kommun i departementet Val-d'Oise i regionen Île-de-France i norra Frankrike. Kommunen ligger i kantonen Bezons som tillhör arrondissementet Argenteuil. År 2022 hade Bezons 34 314 invånare.
Kommunen ligger 12,6 km från Paris.

## Befolkningsutveckling
Antalet invånare i kommunen Bezons
| Referens: INSEE |